# Јулијус Штрајхер
Јулијус Штрајхер (Флеинхаузен, 12. фебруар 1885 — Нирнберг, 16. октобар 1946), нацистички политичар и антисемитски пропагандиста.
Рођен у учитељској породици, и сам је предавао у основној школи једно време. Борио се у Првом светском рату, добио чин поручника, и Гвоздени крст. Након рата, 1923. оснива Дер Штирмер, отворено антисемитски лист.
Ухапшен је и осуђен на смрт у Нирнбершком процесу. Последње речи су му биле:Хајл Хитлер! Ово је мој Пурим 1946. Идем Богу. Бољшевици ће и вас једног дана обесити. Убијен је за дванаест минута.